# William Clements
Pour les articles homonymes, voir Clements.
William Perry "Bill" Clements, Jr., né le 17 avril 1917 à Dallas, au Texas, où il meurt le 29 mai 2011, est un homme politique américain. Il est le premier gouverneur républicain du Texas depuis 1874 et exerce la fonction durant deux mandats non consécutifs de 1979 à 1983 et de 1987 à 1991.

## Biographie
Bill Clements travaille dans l'industrie du pétrole pendant de nombreuses années, tout d'abord comme simple prospecteur et foreur pour finir par fonder SEDCO, une des plus grandes compagnies offshore de forage.
Il commence sa carrière politique comme vice-secrétaire à la Défense dans les gouvernements de Richard Nixon puis de Gerald Ford.
En 1978, il se présente au poste de gouverneur du Texas et bat le sortant démocrate Dolph Briscoe. Clements  devient alors en janvier 1979 le premier gouverneur républicain du Texas depuis 1874 et la fin de la période de reconstruction d'après la guerre de Sécession.
En 1982, il est battu par le démocrate Mark White à cause d'une économie en panne mais il prend sa revanche en 1986 en se faisant élire de nouveau gouverneur contre celui qui l'a battu quatre ans plus tôt. Durant son mandat, il s'attelle à réduire la criminalité et à activer l'économie locale. Il développe également des relations avec le Mexique, pays limitrophe, avec lequel il passe des accords en matière d'immigration et de lutte contre le trafic de drogue.
En 1990, Clements ne se représente pas pour un nouveau mandat et quitte la vie politique.